# Roland Winters
Pour les articles homonymes, voir Winters.
Roland Winternitz (né le 22 décembre 1904 à Boston et mort le 22 octobre 1989 à Englewood) est un acteur américain, connu sous le nom de scène de Roland Winters.

## Biographie
Roland Winters entame sa carrière d'acteur au théâtre et débute à Broadway (New York) en 1924, dans The Firebrand d'Edwin Justus Mayer (avec Nana Bryant et Edward G. Robinson). Là, suivent quatre autres pièces à partir de 1958, dont Calculated Risk de Joseph Hayes (1962-1963, avec Joseph Cotten et Patricia Medina) et The Country Girl de Clifford Odets (sa dernière pièce à Broadway, 1972, avec Jason Robards et Maureen Stapleton).
Toujours à Broadway, s'ajoute en 1970 la comédie musicale Minnie's Boys (en), sur une musique de Larry Grossman (en), inspirée de la vie des Marx Brothers (avec Shelley Winters).
Au cinéma, il contribue à quarante films américains, le premier — où il tient un petit rôle non crédité — étant Citizen Kane d'Orson Welles (1941, avec le réalisateur et Joseph Cotten). Suivent notamment La Proie de Robert Siodmak (1948, avec Victor Mature et Richard Conte), Mon grand de Robert Wise (1953, avec Jane Wyman et Sterling Hayden), Derrière le miroir de Nicholas Ray (1956, avec James Mason et Barbara Rush) et Le Shérif de ces dames (son avant-dernier film, 1962, avec Elvis Presley et Arthur O'Connell) ; son dernier film sort en 1970.
Fait particulier, il interprète Charlie Chan dans six films de la série cinématographique consacrée à ce personnage, depuis The Chinese Ring (en) de William Beaudine (1947) jusqu'à Charlie Chan et le Dragon volant (Sky Dragon) de Lesley Selander (1949).
À la télévision, Roland Winters apparaît dans cinquante-deux séries entre 1950 et 1978, dont Les Accusés (deux épisodes, 1962-1963) et Les Arpents verts (cinq épisodes, 1965-1969).
De plus, il participe à neuf téléfilms, le premier diffusé en 1956, le dernier en 1982 (après lequel il se retire) ; entretemps, citons Miracle sur la 34e rue de Fielder Cook (1973, avec Sebastian Cabot et Jane Alexander).

## Théâtre à Broadway (intégrale)
(pièces, sauf mention contraire)
- 1924-1925 : The Firebrand d'Edwin Justus Mayer : un gentilhomme de la cour / un soldat
- 1958 : Who Was That Lady I Saw You With? de Norman Krasna, mise en scène d'Alex Sagal, costumes de Ruth Morley : Harry Powell
- 1961 : A Cook for Mr. General de Steven Gethers, mise en scène de Fielder Cook : le général Rivers
- 1962-1963 : Calculated Risk de Joseph Hayes, mise en scène de Robert Montgmery : Malcolm Turnbull
- 1970 : Minnie's Boys, comédie musicale, musique de Larry Grossman, lyrics d'Hal Hackaby, livret d'Arthur Marx et Robert Fisher, d'après la vie des Marx Brothers : E. F. Albee
- 1972 : The Country Girl de Clifford Odets, mise en scène de John Houseman : Phil Cook

## Filmographie partielle

### Cinéma

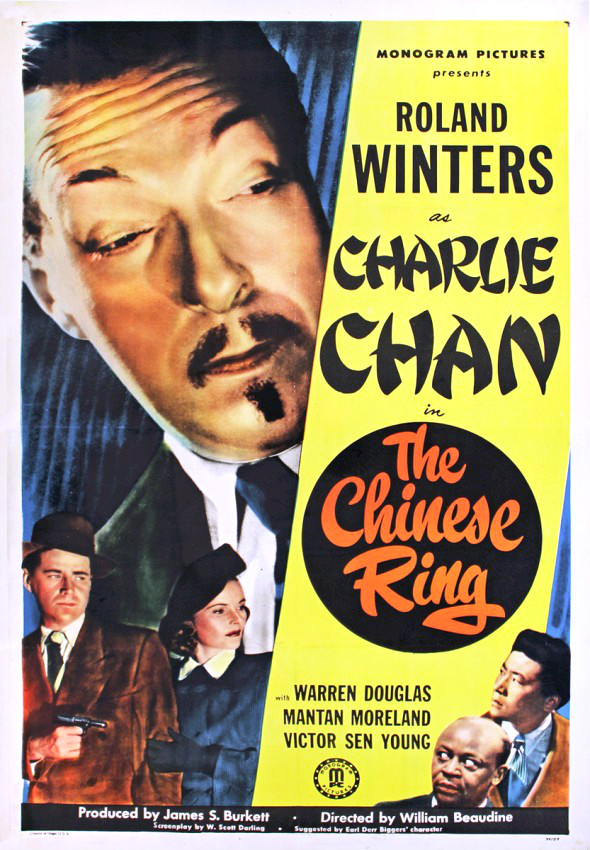
Poster promotionnel pour The Chinese Ring (1947)

- 1941 : Citizen Kane d'Orson Welles : un journaliste à Trenton Town Hall
- 1947 : 13, rue Madeleine (13 Rue Madeleine) d'Henry Hathaway : Van Duyval
- 1947 : The Chinese Ring de William Beaudine : Charlie Chan
- 1948 : La Proie (Cry of the City) de Robert Siodmak : Ledbetter
- 1948 : Captif en mer (Kidnapped) de William Beaudine : capitaine Hoseason
- 1948 : Charlie Chan à Mexico (en) (The Feathered Serpent) de William Beaudine : Charlie Chan
- 1948 : The Golden Eye de William Beaudine
- 1949 : Malaya de Richard Thorpe : Bruno Gruber
- 1949 : A Dangerous Profession de Ted Tetzlaff : Jerry McKay
- 1949 : Deux Nigauds chez les tueurs (Abbott and Costello Meet the Killer, Boris Karloff) de Charles Barton : T. Hanley Brooks
- 1949 : Chasse aux maris (Once More, My Darling) de Robert Montgomery : le colonel Head
- 1949 : Charlie Chan et le Dragon volant (Sky Dragon) de Lesley Selander : Charlie Chan
- 1950 : Les Cadets de West Point (The West Point Story) de Roy Del Ruth : Harry Eberhart
- 1950 : Le Dénonciateur (Captain Carey, U.S.A.) de Mitchell Leisen : Manfredo Acuto
- 1950 : Les Requins du Pacifique (Killer Shark) de Oscar Boetticher : Jeffrey White
- 1950 : Pour plaire à sa belle (To Please a Lady) de Clarence Brown : Dwight Barrington
- 1950 : Corruption (The Underworld Story) de Cy Endfield : Stanley Becker
- 1951 : À l'assaut de la gloire (Follow the sun) de Sidney Lanfield : Dr Graham
- 1952 : La Collégienne en folie (She's Working Her Way Through College) de H. Bruce Humberstone : Fred Copeland
- 1953 : Mon grand (So Big) de Robert Wise : Klaas Pool
- 1953 : Un lion dans les rues (A Lion Is in the Streets) de Raoul Walsh : le procureur
- 1956 : Derrière le miroir (Bigger Than Life) de Nicholas Ray : Dr Ruric
- 1957 : Les espions s'amusent (Jet Pilot) de Josef von Sternberg : le colonel Sokolov
- 1957 : Affaire ultra-secrète (Top Secret Affair) d'H. C. Potter : le sénateur Burdick
- 1960 : Cet homme est un requin (Cash McCall) de Joseph Pevney : le général Andrew « Andy » Danvers
- 1961 : Sous le ciel bleu de Hawaï (Blue Hawaii) de Norman Taurog : Fred Gates
- 1961 : Everything's Ducky de Don Taylor : : Capitaine Lewis Bollinger
- 1962 : Le Shérif de ces dames (Follow That Dream) de Gordon Douglas : le juge
- 1970 : Loving d'Irvin Kershner : Plommie

### Télévision

#### Séries
- 1957 : La Flèche brisée (Broken Arrow)
  - Saison 1, épisode 20 Powder Keg : Perry
- 1962 : Suspicion (The Alfred Hitchcock Hour)
  - Saison 1, épisode 5 Le Traquenard (Captive Audience) d'Alf Kjellin : Ivar West
- 1962 : Denis la petite peste (Dennis the Menace)
  - Saison 4, épisode 10 Henry's New Job de Charles Barton : Gabe Bromley
- 1962-1963 : Les Accusés (The Defenders)
  - Saison 1, épisode 23 The Crusader (1962) de Daniel Petrie : Jeff Brubaker
  - Saison 3, épisode 10 Climate of Evil (1963) de Paul Stanley : Warden Wilson
- 1963 : L'Extravagante Lucy (The Lucy Show)
  - Saison 2, épisode 11 Lucy's College Reunion de Jack Donohue : Dean Bennett
- 1964 : Adèle (Hazel)
  - Saison 3, épisodes 18 et 19 Scheherazade and Her Frying Pan, Parts I & II de William D. Russell : Bixby
- 1964 : Route 66 (titre original)
  - Saison 4, épisode 19 This Is Going to Hurt Me More Than It Hurts You d'Alvin Ganzer : Dr Frank Hillman
- 1965 : La Famille Addams (The Addams Family)
  - Saison 1, épisode 19 The Addams Family Splurges de Sidney Lanfield : Ralph J. Hulen
- 1965 : Perry Mason, première série
  - Saison 8, épisode 18 The Case of the Telltale Tap d'Arthur Marks : Archer Bryant
- 1965-1969 : Les Arpents verts (Green Acres)
  - Saison 1, épisode 10 Don't Call Us, We'll Call You (1965) de Richard L. Bare : Judson Carter Felton
  - Saison 3, épisode 25 Oliver's Jaded Past (1968) de Richard L. Bare : Judson Carter Felton
  - Saison 5, épisode 3 Where There's a Well (1969) de Richard L. Bare, épisode 4 A Tale of a Tail (1969) de Richard L. Bare et épisode 5 You and Your Big Shrunken Head (1969) de Richard L. Bare : M. Gerber
- 1968 : Ma sorcière bien-aimée (Bewitched)
  - Saison 4, épisode 32 L'Homme de l'année (Man of the Year) : McMann
- 1978 : Un privé dans la nuit (The Dain Curse), mini-série : Hubert Collinson

#### Téléfilms
- 1956 : Assignment: Mexico de Bernard Girard : T. Graham
- 1960 : The Iceman Cometh de Sidney Lumet : le général
- 1962 : Life with Archie de Gene Nelson : M. Weatherbee
- 1964 : Archie de Gene Nelson : M. Weatherbee
- 1973 : Miracle sur la 34e rue (Miracle on 34th Street) de Fielder Cook : M. Gimbel
- 1979 : You Can't Go Home Again de Ralph Nelson : le juge Bland